# The Ne'er Do Well
The Ne'er Do Well è un film muto del 1916 diretto da Colin Campbell.
Il soggetto è tratto dal romanzo The Ne'er-Do-Well di Rex Beach. Nel 1923 ne fu fatto un remake, The Ne’er Do Well diretto da Alfred E. Green che, nella versione del 1916, era stato aiuto regista. La Selig aveva già prodotto nel 1911 un The Ne'er Do Well con protagonisti Gertrude Astor e Thomas Meighan.

## Trama
Kirk Anthony, un ex campione di football universitario, preferisce continuare a restare nel mondo sportivo allenando la sua squadra, piuttosto che entrare nell'azienda di suo padre, un magnate delle ferrovie. Durante una festa, però, Kirk viene drogato da un truffatore che, cambiati gli abiti con i suoi, lo imbarca su un piroscafo diretto a Panama. Sulla nave, Kirk conosce la moglie di un diplomatico, Edith Cortland, che si innamora di lui.
A Panama, il giovane si trova nei guai quando, insieme ad Allan, un suo amico giamaicano, mette in atto un sistema antincendio che provoca una sommossa. Arrestato, viene scarcerato per l'intervento della signora Cortland. Kirk, allora, cerca e trova un lavoro. Si innamora di Ciquita Garavel, figlia di un nobile spagnolo. Ma la signora Cortland non è d'accordo e gli ingiunge di non sposare la ragazza. Mentre i due parlano, però, la loro conversazione viene sentita da Cortland che, in seguito, insulta Kirk davanti a molti testimoni, con il giovane che minaccia vendetta.
Cortland si suicida e tutti pensano che sia morto per mano di Kirk che, nel frattempo, si è sposato segretamente con la sua Ciquita. La signora Cortland, in possesso del biglietto d'addio lasciato dal suicida, non lo fa vedere a nessuno. Dovrà arrivare a Panama Anthony, il padre di Kirk, per convincerla ad esibire il biglietto che scagiona il suo ragazzo.

## Produzione
Il film fu prodotto dalla Selig Polyscope Company. Venne girato nel 1915.

## Distribuzione
Distribuito dalla V-L-S-E, il film uscì nelle sale cinematografiche statunitensi il 20 marzo 1916.
In Italia era pronto per la distribuzione col titolo I desperados del Panano, ma la censura lo bloccò.